# Casanova canin
Pour plus de détails, voir Fiche technique et Distribution.
Casanova canin (Canine Casanova) est un court-métrage d'animation américain des studios Disney avec Pluto, sorti le 27 juillet 1945.

## Synopsis
Pluto essaye d'attirer l'attention de Dinah le teckel mais elle l'ignore. En utilisant un énorme os, il tente de lui voler un baiser mais n'y arrive pas. Dinah se fait alors attraper par la fourrière. Après lui avoir porté secours et l'avoir libéré, Pluto obtient enfin son baiser en récompense mais découvre qu'elle est déjà la mère d'une portée de chiots.

## Fiche technique
- Titre original : Canine Casanova
- Titre français : Casanova canin
- Réalisation : Charles A. Nichols
- Scénario : Harry Reeves, Jesse Marsh, Rex Cox
- Animation : Jack Buckley, Hugh Fraser, George Nicholas, Robert Youngquist
- Décors : Al Dempster
- Layout : Karl Karpé
- Musique : Oliver Wallace
- Production : Walt Disney
- Société de production : Walt Disney Productions
- Société de distribution : RKO Radio Pictures
- Format : Couleur (Technicolor) - 1,37:1 - Son mono (RCA Photophone)
- Durée : 7 min
- Langue :  Anglais
- Pays de production :  États-Unis
- Date de sortie :
  - États-Unis : 27 juillet 1945[1].

## Voix originales
- Pinto Colvig : Pluto
- Billy Bletcher : L'agent de la fourrière

## Titre en différentes langues
- Suède : Pluto blir kär / Pluto kär och tokig

Source : IMDb